# 오이펜-말메디

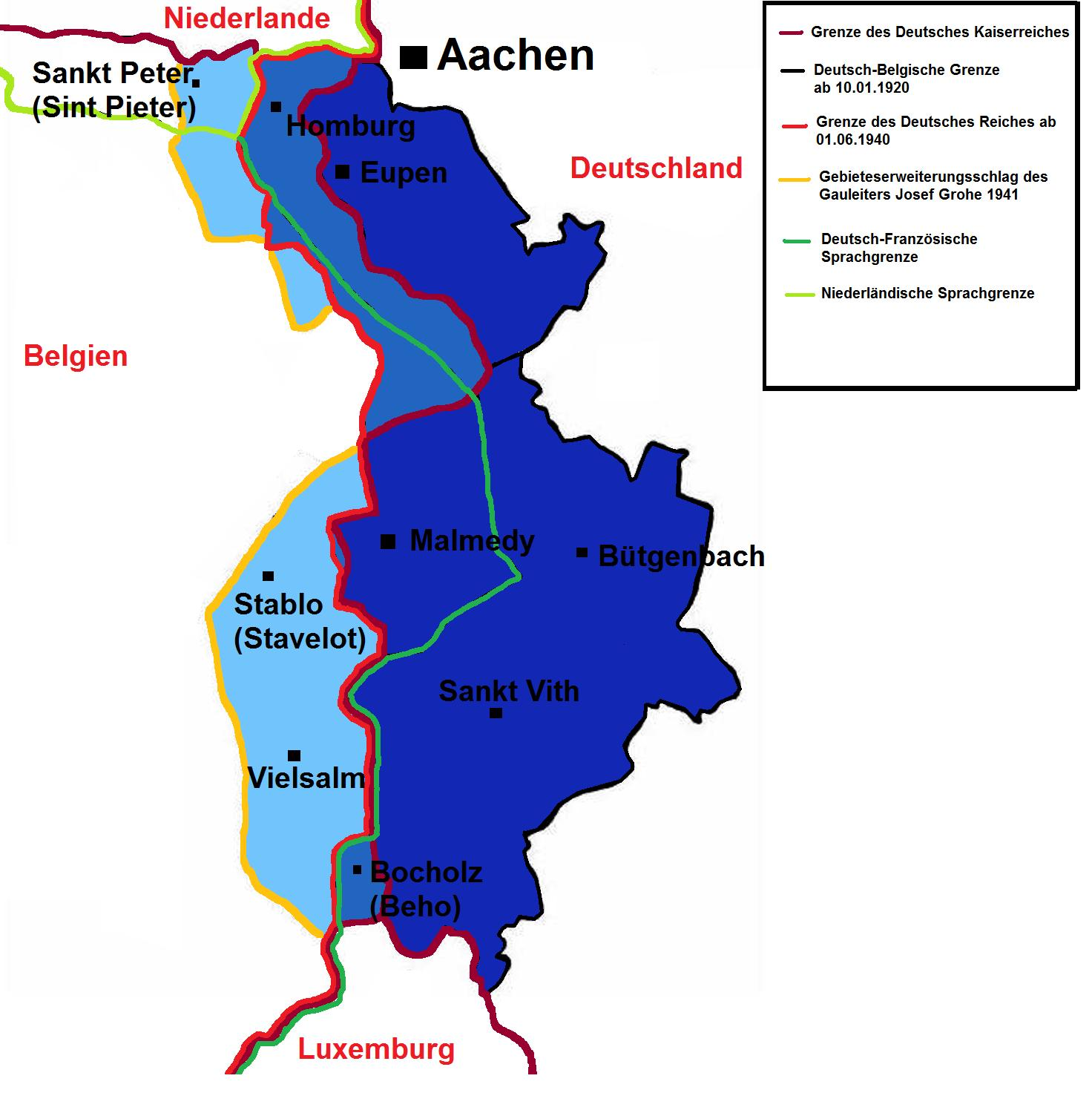
1920년부터 1945년까지 오이펜-말메디의 국경 변화.

오이펜-말메디(독일어: Eupen-Malmedy)는 벨기에 동부에 위치한 독일어권 지역을 말한다. 오이펜, 말메디, 장크트피트를 중심으로 하는 3개의 행정구역으로 이루어져 있으며, 면적은 약 730 제곱킬로미터 (280 mi2)이다. 벨기에의 다른 지역에서는 오이펜-말메디를 흔히 동부지구(프랑스어: Cantons de l'Est, 네덜란드어: Oostkantons)라고 부른다.
오이펜-말메디는 제1차 세계 대전 이후 베르사유 조약을 통해 벨기에에 편입되었는데, 이 지역은 전쟁에서 패배한 프로이센과 독일 제국의 영토였다. 1920년 논란이 많았던 주민투표 이후 벨기에에 합병되었고, 1925년 리에주주에 편입되었다. 그러나 이후 전간기 독일 민족주의자들의 주장을 거치며 제2차 세계 대전 도중 나치 독일에 병합되었다. 이후 독일이 패배한 1945년 다시 벨기에에 반환되었다. 현재 오이펜-말메디를 구성하던 본래의 11개의 지방자치단체 중 9개는 벨기에 독일어 공동체를 구성하고 있다.

## 같이 보기
- 나치 독일이 병합한 지역
- 벨기에 독일어 공동체
- 리푸아리아어

### 참고 문헌
- Cook, Bernard A. (2004). 《Belgium: A History》. New York: Peter Lang. ISBN 978-0-8204-5824-3.
- Dewulf, Jeroen (2009). “"O liebes Land", "o Belgiens Erde": The Development of the German-Speaking Community in Belgium Reflected in the Light of the Flemish Struggle for Autonomy”. 《German Studies Review》 32 (1): 65–81. JSTOR 27668656.
- Grathwol, Robert P. (1975). “Germany and the Eupen-Malmédy Affair, 1924-26: "Here Lies the Spirit of Locarno"”. 《Central European History》 8 (3): 221–50. doi:10.1017/s0008938900017921. JSTOR 4545745. S2CID 143743132.
- O'Connell, Vincent (2013). “"Left to Their Own Devices". Belgium's Ambiguous Assimilation of Eupen-Malmedy (1919-1940)” (PDF). 《Journal of Belgian History》 43 (4): 10–45.

## 같이 읽기
- Enssle, Manfred J. (1980). 《Stresemann's Territorial Revisionism: Germany, Belgium, and the Eupen-Malmédy Question, 1919-1929》. Wiesbaden: Steiner. ISBN 9783515029599.
- Marks, Sally (1981). 《Innocent Abroad: Belgium at the Paris Peace Conference of 1919》. Chapel Hill: University of North Carolina Press. ISBN 9780807897201.
- O'Connell, Vincent (2011). “Dictating Democracy: the Impact of Governor Baltia's Transitory Regime on Local Government In Eupen-Malmedy, 1919-1922-1925”. 《The International Journal of Regional and Local Studies》 7 (1–2): 162–87. doi:10.1179/jrl.2011.7.1-2.162. S2CID 153820141.
- O'Connell, Vincent (2018). 《The Annexation of Eupen-Malmedy: Becoming Belgian, 1919-1929》. New York: Palgrave Macmillan. ISBN 978-1-137-59089-3.